# Klaus
Klaus je španjolski božićni animirani film na engleskom jeziku iz 2019. Napisao ga je  i režirao  Sergio Pablos, u redateljskom debiju u produkciji njegove tvrtke Sergio Pablos Animation Studios, a u distribuciji Netflixa. Scenaristi su uz Pablosa još i Zach Lewis i Jim Mahoney, a u filmu su glasove posudili Jason Schwartzman, J. K. Simmons, Rashida Jones, Will Sasso, Neda Margrethe Labba, Sergio Pablos, Norm Macdonald i Joan Cusack. Služeći se pričom o alternativnom podrijetlu Djeda Mraza neovisno o povijesnom Svetom Nikoli i koristeći izmišljenu postavku iz 19. stoljeća, radnja se vrti oko poštara smještenog u otočnom gradu na krajnjem sjeveru koji se sprijatelji s povučenim proizvođačem igračaka Klausom.
Klaus je objavljen 8. studenoga 2019. i dobio je pozitivne kritike zbog animacije, priče i vokalnih izvedbi. Dobio je sedam nagrada na 47. dodjeli nagrada Annie, uključujući one za najbolji animirani igrani film, a također je osvojio nagradu za najbolji animirani film na 73. dodjeli Britanske akademije. Film je nominiran na 92. dodjeli Oskara za najbolji animirani igrani film, što ga čini prvim animiranim filmom s Netflixa koji je nominiran za Oscara, zajedno s filmom "Gospodin Link: U potrazi za skrivenim gradom" i "I Lost My Body", ali je izgubio od filma "Priča o igračkama 4".

## Radnja
Jesper Johansson, lijeni, razmaženi sin kraljevskog poštanskog upravitelja, pokušava pobjeći s akademije poštara, ali otac ga šalje u daleki grad Smeerensburg; ako Jesper u roku od godinu dana ne uspije poslati 6000 pisama, bit će odsječen od bogatstva svoje obitelji. Došavši u mračni, snježni grad Smeerensburg, Jesper upoznaje trajekta Mogensa i učiteljicu ribarnicu Alvu, koji objašnjavaju da je Smeerensburg dom vječito zaraćenih obitelji Ellingboe i Krum.
Očajnički želeći pisma, Jesper pokušava poslati crtež mladog dječaka iz Kruma. Kasnije posjećuje povučenog šumara Klausa i otkriva da je njegova kuća ispunjena ručno izrađenim igračkama, ali bježi od impozantnog šumara, ostavljajući za sobom tužni crtež. Klaus prisiljava Jespera da ga odvede do dječakove kuće i potajno dostavi jednu od njegovih igračaka. Glas se širi i na drugu djecu koja se nadaju da će dobiti igračke slanjem Klausovih pisama. Jesper, željan prikupljanja pisama, uvjerava Klausa da mu dopusti da isporuči još igračaka. Igračka dječaka Kruma dovodi ga do igre s djevojčicom Ellingboe, na veliko negodovanje njihovih obitelji.
Mit o Klausu raste među gradskom djecom dok Jesper noću dostavlja igračke kroz njihove dimnjake, što tjera sve više djece da pišu pisma Klausu. Jesper šalje one koji ne znaju pisati da ih podučava Alva, koja ponovno otvara svoju školu novcem koji je štedjela da napusti Smeerensburg, a Klaus i Jesper ukrote tim sobova koji će vući njihova kolica s igračkama. Nakon što Jesper ostavi ugljen u čarapi mladog nasilnika, dječak se suočava s Jesperom, koji izjavljuje da Klaus daje igračke samo dobroj djeci i prati sve njihove loše ponašanje s 'Nestašnim popisom'. To djecu navodi da čine dobrote po cijelom gradu, nadahnjujući stanovnike da okončaju svoje davne sporove.
Ne želeći okončati zavadu, obiteljske starješine Tammy Krum i Aksel Ellingboe pokušavaju sabotirati Jespera i Klausa, što rezultira time da poštanska kolica gube kotače i plove iznad grada; to navodi djecu da vjeruju da Klaus ima "leteće saonice koje vuku čarobni sobovi". Kako se bliži Jesperov rok i Klausu počinju ponestajati igračke, Jesper ga pokušava nagovoriti da za vrijeme Božića zaradi još, ali nakon što Jesper otkrije nišu s drvenim postavkama i figuricama muškarca i žene, očito Klausovu osobnu tajnu 'prošlost koju je godinama skrivao, Klaus ga odgurne. Pomire se dok grade sanke za djevojčicu iz Sámi po imenu Márgu, a Klaus govori Jesperu o njegovoj pokojnoj supruzi Lidiji, objašnjavajući da je igračke napravio za djecu koju nikada nisu imali. Pristaje pomoći Jesper u njegovom božićnom planu, a pridružuju mu se Márgu i ljudi iz njenog naselja koji Klausu daju tradicionalno crveno odijelo. Alva pokazuje Jesperu kako je grad cvjetao, tjerajući ga da razmisli da ostane u Smeerensburgu.
Starješine Krum i Ellingboe formiraju privremeno primirje i otkrivaju Jesperov rok i objavljuju 14 000 pisama kako bi se riješili poštara. Na Badnjak dolazi Jesperov otac da čestita sinu, nehotice otkrivajući Jesperove prvotno sebične namjere i okrećući prijatelje protiv njega. Prije nego što napuste grad, Mogens primijeti Jesperovu nesreću koja je natjerala Jesperovog oca da se raspita; Jesper sve otkriva, a njegov otac izjavljuje da je napokon ponosan na njega i dopušta mu da ostane u Smeerensburgu. Stariji dolaze da unište božićne igračke, a Jesper ih pokušava zaustaviti. U potjeri koja slijedi, kći gospodina Ellingboea i sin gospođe Krum zaljube se, dok se svi darovi u Klausovoj torbi šalju preko litice. Alva i Klaus otkrivaju kako su ih gradska djeca obavijestila o zavjeri starijih, a vrećicu igračaka zamijenili su mamcima. Otkupljeni Jesper daruje s Klausom, a brak djece Krum i Ellingboe prisiljava starješine obitelji da nevoljko okončaju svoju svađu.
Jesper se ženi Alvom i odgaja dvoje djece, a sljedećih jedanaest godina on i Klaus dostavljaju darove na Božić u Smeerensburgu i šire. Dvanaeste godine Klaus slijedi pramenove vjetra - koji su ga vodili kad je prvi put upoznao Jespera - i nestaje, naizgled se pridružujući njegovoj supruzi koja je otišla. Jesper objašnjava svoju božićnu tradiciju: čekanje kraj kamina da vidi Klausa, čiji duh djeci širom svijeta dostavlja igračke kao legendu o "Djedu Mrazu".

## Pozadina
Pablos je rekao da je Smeerensburg namjerno pogrešno napisano Smeerenburg, bivšu nizozemsku i dansku kitolovsku stanicu u arktičkom arhipelagu Svalbard.

## Sinkronizacija
- Obrada: VSI-NET Croatia
- Režija: Ivan Mokrović
- Prijevod: Lara Kalšan
- Mikser zvuka: Matija Tonković
- Prilagoditelj teksta: Željko Šprem
- Voditeljica projekta: Kristina Đurić
- Godina sinkronizacije: 2020.

## Glumačka postava
- Jesper Johansson - Denis Bosak
- Klaus - Ranko Tihomirović
- Alva - Lana Blaće
- G. Aksel Ellingboe - Domagoj Šimek
- Mogens - Boris Barberić
- Gđa. Tammy Krum - Marina Poklepović

## Dodatna glumačka postava
- Alan Katić
- Ea Pastuović
- Lovro Ivanković
- Marko Cindrić
- Nikola Ljutić
- Roko Krasovac
- Marko Movre
- Hrvoje Perc
- Krunoslav Klabučar
- Lola Juran
- Jadranka Krištof
- Bruno Jelusić